# Tkanka transfuzyjna

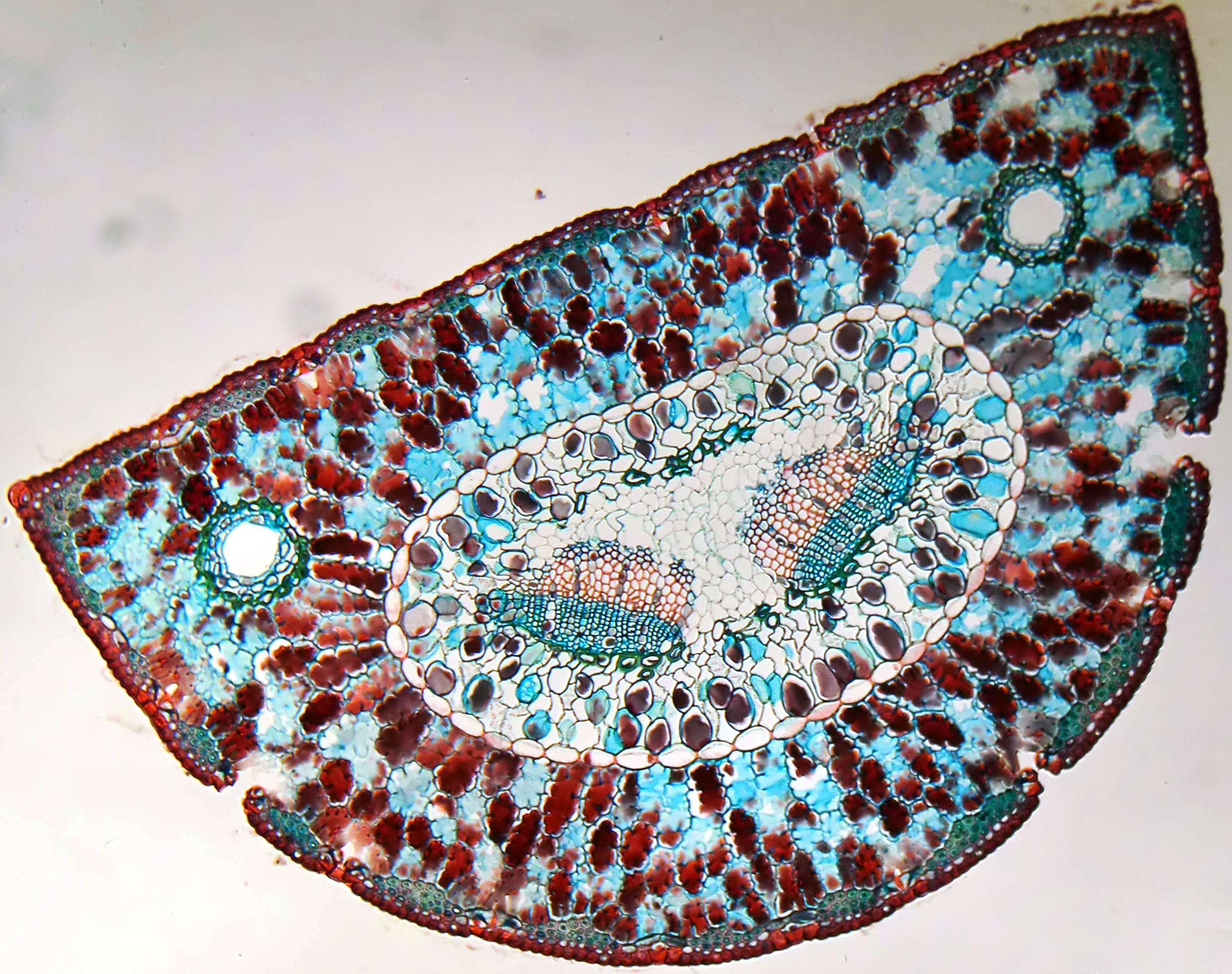
Przekrój przez liść Pinus sylvestris z widoczną warstwą tkanki transfuzyjnej

Tkanka transfuzyjna, tkanka przetokowa – tkanka roślinna występująca w liściach roślin nagonasiennych. Tkanka składa się z komórek miękiszowych i martwych komórek przewodzących z licznymi jamkami lejkowatymi. Funkcją tkanki jest zapewnienie transportu substancji pomiędzy miękiszem asymilacyjnym (wieloramiennym) a wiązką przewodzącą. 
W liściach szpilkowych, w centralnej części przebiegają dwie wiązki przewodzące. Ze względu na brak rozgałęzień nerwów transport związków organicznych do wiązki oraz wody do mezofilu w przenoszeniu substancji biorą udział komórki tkanki przewodzącej otaczające obie wiązki. Wokół tkanki transfuzyjnej może występować warstwa komórek określa jako pochwa wiązkowa. W komórkach pochwy wiązkowej występują liczne ziarna skrobi. Jeśli komórki pochwy nie występują tkanka transfuzyjna otacza wiązkę przewodzącą tworząc skrzydlikowate występy po stronie mezofilu. U roślin z rodzaju Thuja szerokie występy ciągną się wzdłuż całego liścia.